# Ripuntatura

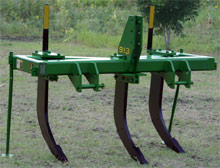
Scarificatore a tre denti

La ripuntatura o scarificatura o rippatura, in agricoltura, è una lavorazione che prevede la lavorazione del terreno compatto mediante una serie di tagli verticali, che a seconda delle caratteristiche meccaniche del suolo possono o meno produrre lo sgretolamento delle zolle, ed in generale comportano una ridotta od assente alterazione del profilo degli strati.
L'azione di sgretolamento nei terreni argillosi è spesso considerata positiva nei terreni da dissodare, ma difficile da ottenere poiché dipende da precise condizioni di umidità (condizione di terreno "in tempera", intermedia tra lo stato coesivo e quello adesivo) e quindi legata a precise finestre stagionali.
Anche in assenza di sgretolamento comunque la ripuntatura esibisce degli effetti positivi, in particolare per ciò che riguarda la rottura delle suole di lavorazione ed il miglioramento del drenaggio idrico.

## Aspetti concettuali e terminologia

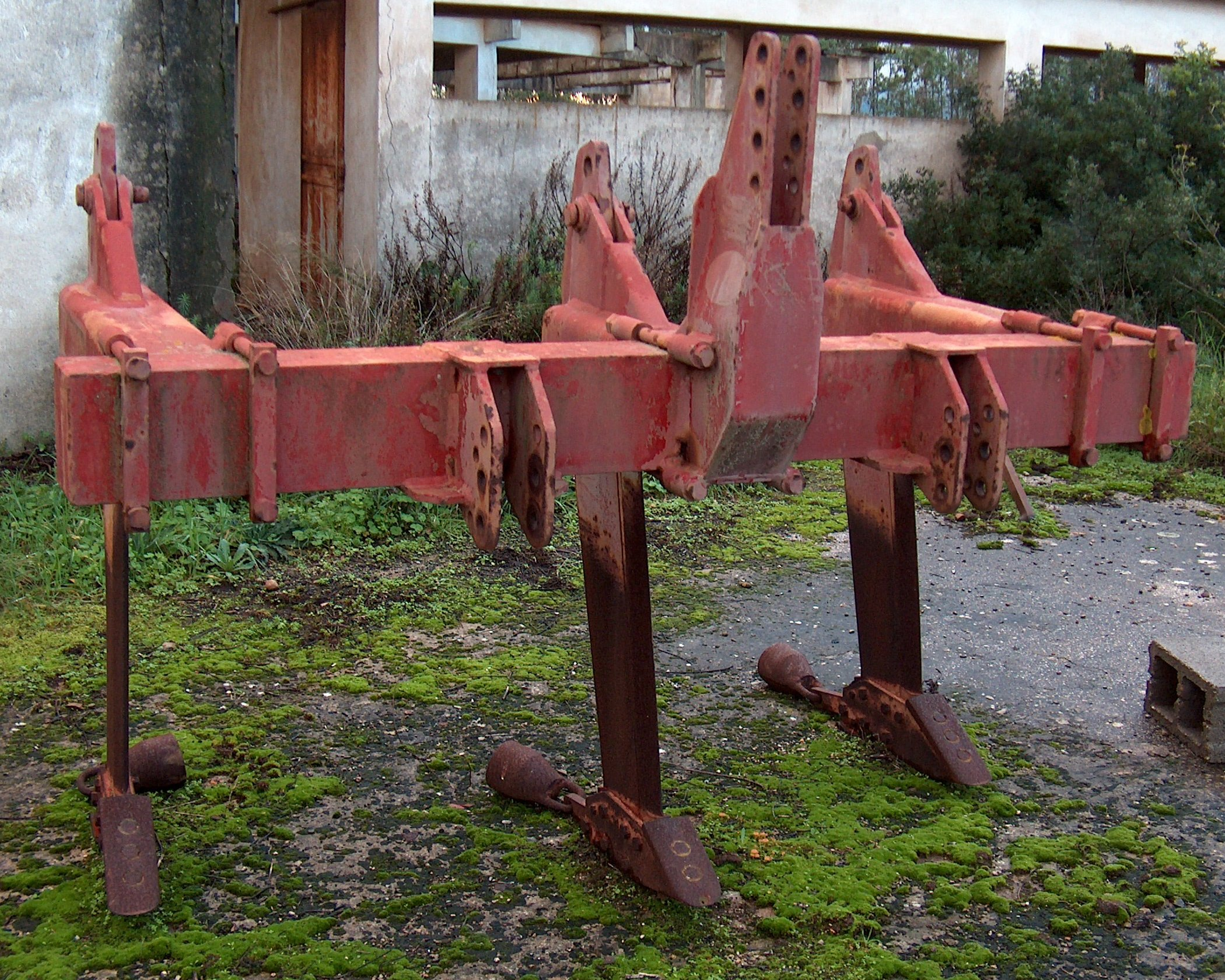
Scarificatore a tre denti

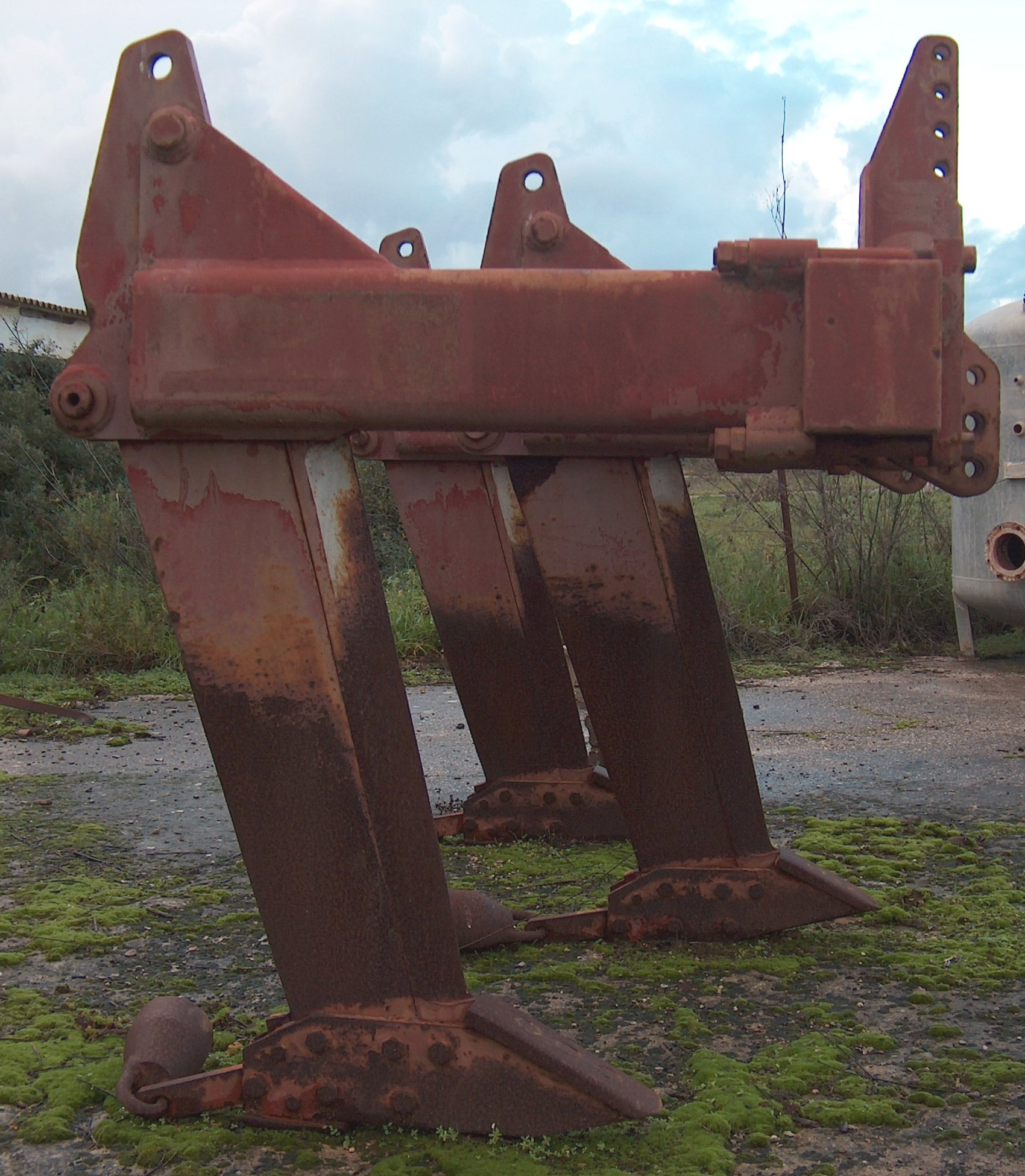
Scarificatore a tre denti

La ripuntatura comprende un insieme abbastanza eterogeneo di lavorazioni eseguite in contesti diversi e con finalità differenti con macchine operatrici di differente concezione. In generale la caratteristica comune è quella di eseguire dei tagli relativamente profondi in virtù dell'approfondimento degli organi lavoranti e dell'avanzamento del trattore. Il ripuntatore è pertanto un attrezzo discissore che non altera, se non minimamente, la successione degli strati, in quanto non provoca rivoltamento del terreno lavorato, come ad esempio l'aratro, né rimescolamento, come ad esempio una zappatrice rotativa.
Per quanto riguarda la terminologia, a rigore si usa il termine di ripuntatura per fare riferimento ad una lavorazione con attrezzo discissore che rompe la suola di lavorazione lasciata da un'aratura o, in generale, quando il taglio verticale profondo integra un lavoro di aratura. La ripuntatura vera e propria si esegue in genere con l'aratro ripuntatore. Si tratta di un comune aratro che oltre agli ordinari organi lavoranti (coltro, vomere e versoio) dispone di un organo discissore applicato dietro il versoio e terminante con una vangheggia.
I termini di scarificatura e rippatura sono invece usati per indicare il lavoro quando si esegue come alternativa all'aratura con attrezzo discissore in grado di penetrare in profondità. Il termine di rippatura è usato anche per indicare un lavoro di scasso, eseguito con attrezzo discissore pesante.
È riconducibile ad una scarificatura anche l'uso dell'estirpatore quando avviene in alternativa all'aratura in tecniche di minimum tillage. L'estirpatura vera e propria non ha invece le prerogative di una ripuntatura quando si esegue come lavorazione complementare e successiva all'aratura o al dissodamento in generale: in questo caso, infatti, è un lavoro più superficiale destinato all'affinamento delle zolle, alla rimozione delle erbe infestanti ed all'aumento nel breve termine della porosità del suolo e quindi al suo arieggiamento.
Infine, per fare riferimento alla lavorazione eseguita come lavoro di coltivazione si usa il termine di scarificatura leggera o, semplicemente, coltivazione.

## Ripuntatore
In funzione delle caratteristiche del lavoro eseguito e delle finalità, i ripuntatori, detti anche scarificatori o ripper, sono macchine agricole abbastanza eterogenee. Le macchine utilizzate per la scarificatura sono fondamentalmente costituite da un telaio portante, applicato all'attacco a tre punti del trattore e comandato pertanto dal sollevatore idraulico. Questa soluzione permette un agevole e rapido approfondimento dell'attrezzo con il semplice avanzamento del mezzo quando si aziona l'abbassamento dell'attacco a tre punti. Gli organi lavoranti fissati al telaio, in genere di numero variabile da 1 a 7, sono costituiti da denti o coltelli inclinati in avanti, in modo da facilitare la penetrazione nel terreno sodo, tipicamente disposti su due o più file trasversali alla direzione di avanzamento. Eventuali profili particolari possono facilitare un certo grado di rimescolamento quando il terreno smosso dall'estremità tende a salire lungo il profilo più in superficie. L'estremità del dente o coltello è spesso sagomata in modo da facilitare la penetrazione ed esercitare un'azione di sgretolamento del terreno in profondità.
Talvolta, posteriormente al dente, è applicato con una breve catena un cilindro metallico conformato a ogiva. Lo scopo di questo dispositivo è di comprimere e modellare la parete della galleria tracciata dall'estremità del dente e formare un condotto temporaneo che ha la funzione di drenare l'acqua in eccesso. In questo caso lo scarificatore è detto anche aratro talpa o aratro fognatore.
Una categoria particolare di scarificatori è fornita di denti vibranti in senso trasversale rispetto alla direzione di avanzamento, con movimento attivo trasmesso attraverso la presa di potenza del trattore. La macchina, in questo caso, è comunemente chiamata vibrotiller.

## Caratteristiche del lavoro

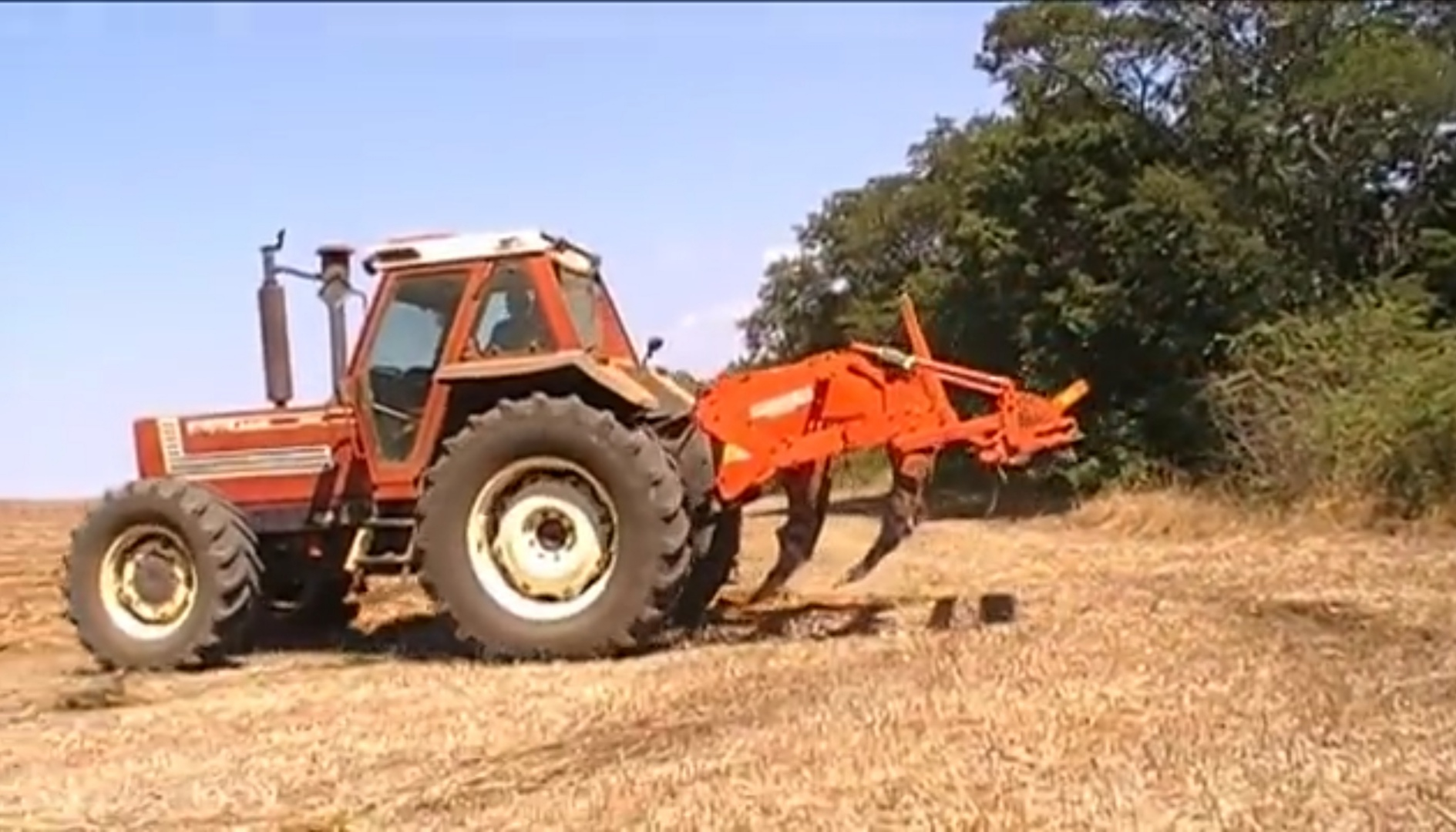
Ripuntatura con trattore agricolo gommato

La ripuntatura è una lavorazione meno energica dell'aratura in quanto l'alterazione del profilo del terreno è di trascurabile entità. Il terreno lavorato con uno scarificatore si presenta smosso in superficie da una serie di solchi appena accennati o con una certa zollosità secondo le caratteristiche fisiche del terreno. Lungo il profilo si crea una macroporosità, per effetto del taglio, e un certo grado di sgretolamento. L'efficacia dello sgretolamento laterale dipende dalle proprietà fisiche del terreno ed è accentuato con l'impiego di scarificatori vibranti.
La scarificatura dà buoni risultati in terreni in tempera, mentre nei terreni sabbiosi, oppure in quelli argillosi allo stato adesivo, dove l'effetto di sgretolamento è minimo è in genere consigliabile l'esecuzione di una doppia lavorazione con direzioni di avanzamento perpendicolari, oppure associare la ripuntatura profonda ad un'aratura superficiale.
Rispetto all'aratura ha i seguenti vantaggi:
- a parità di profondità richiede una forza di trazione inferiore;
- non altera il profilo, pertanto è utile quando si vuole evitare di portare terreno indesiderato verso la superficie;
- non lascia la suola di lavorazione, anzi la rimuove qualora la ripuntatura sia effettuata come lavoro complementare all'aratura o ad annate alterne rispetto a questa.

Gli svantaggi sono i seguenti:
- l'interramento di concimi e altri materiali è di modesta entità
- l'azione contro le erbe infestanti è blanda

A differenza che nei terreni limo-argillosi, in alcuni terreni sabbiosi con scarsa portanza la suola di lavorazione può essere considerata un fenomeno positivo anziché negativo: in questi casi la rottura della suola stessa operata tramite rippatura cessa di essere un pregio e diviene un difetto.

## Posizione negli schemi di lavorazione
Data l'eterogeneità delle macchine impiegate e i diversi scopi per cui si può eseguire il taglio verticale, questa lavorazione è alquanto generica e si può inserire, con prerogative specifiche, in diverse posizioni nella sequenza delle lavorazioni.
Lavoro straordinario di messa a coltura. 

È il caso della rippatura eseguita nei lavori di scasso in alternativa alla lavorazione con l'aratro. Questa lavorazione va eseguita come scasso andante in due passaggi in direzioni ortogonali fra loro.
Lavoro principale.

È il caso della scarificatura o rippatura eseguita in alternativa all'aratura. Questa lavorazione va eseguita preferibilmente in due passaggi quando si opera su terreni compatti.
Lavoro complementare.

È il caso della ripuntatura come complementare all'aratura. Si esegue prima, durante o dopo in contesti differenti. La ripuntatura eseguita prima dell'aratura è la classica lavorazione a due strati, particolarmente adatta per i terreni compatti: in estate si esegue una ripuntatura profonda, allo scopo di fessurare il terreno e facilitare l'eventuale sgrondo delle acque in caso di pioggia, in autunno si esegue un'aratura superficiale, a velocità più sostenuta, per interrare i concimi e gli ammendanti e sgretolare meglio la fetta rivoltata. In questo caso, a rigore, la ripuntatura ha le prerogative di una lavorazione principale e l'aratura quelle di un lavoro complementare. La ripuntatura contemporanea all'aratura si esegue con l'aratro ripuntatore con il semplice scopo di rompere la suola di lavorazione. Come lavoro successivo ha ugualmente lo scopo di correggere l'inconveniente della suola di lavorazione e si esegue con uno scarificatore leggero, in grado comunque di penetrare in profondità.
Lavoro di coltivazione.
 
Si esegue in genere con scarificatori leggeri prima della ripresa vegetativa di un prato polifita. Lo scopo è quello di arieggiare il terreno e facilitando gli scambi di calore. In questo modo si stimola l'attività biologica e si favorisce la ripresa. Come lavoro di coltivazione si può adottare anche come surrogato della sarchiatura impiegando coltivatori o scarificatori leggeri che operano una lavorazione superficiale nell'interfila. La qualità del lavoro è comunque inferiore a quella di una sarchiatura vera e propria.
Lavorazione degli arboreti.

La scarificatura superficiale può essere adottata per la lavorazione superficiale del vigneto o del frutteto. La qualità del lavoro è inferiore a quella di una zappatrice rotativa, tuttavia la soluzione dà buoni risultati in particolari terreni consentendo un notevole risparmio di energia.
Minimum tillage.

La scarificatura trova spesso spazio nelle tecniche di minimum tillage quando s'impiegano macchine combinate in grado di eseguire in un solo passaggio insieme all'erpicatura.